# Liste von historischen Territorialstreitigkeiten
Die Liste von historischen Territorialstreitigkeiten zählt ehemals entgegenstehende Gebietsansprüche zwischen Staaten oder anderen Gebieten auf.

## Streitigkeiten zwischen Staaten, die sich gegenseitig anerkennen
Nach Kontinenten und Alphabet (Bezeichnung des Konflikts, hilfsweise der geographische Name)
 Anmerkung zur Liste: Fettdruck bedeutet die vollständige und letzte Herrschaft von Staatsgebieten vor der Lösung.

### Afrika
| Bezeichnung                                                                    | Anspruchserheber                         | Grenze                                | Beginn       | Ende         | Art                                                       | Lösung und Anmerkungen | Ergebnis (Staatsgebiet)       |
| ------------------------------------------------------------------------------ | ---------------------------------------- | ------------------------------------- | ------------ | ------------ | --------------------------------------------------------- | --- | ----------------------------- |
| Agacher Streifen                                                               | Mali Burkina Faso (Provinz Oudalan)      | Burkina Faso – Mali                   | 1961         | 1985         | politischer Konflikt, Grenzkrieg                          | 25. bis zum 30. Dezember 1985 Krieg. 1986 Der Internationale Gerichtshof sprach beiden Ländern etwa die Hälfte des Gebietes zu.                                               | Mali Burkina Faso             |
| Aouzou-Streifen mit Ortschaft und Oase                                         | Tschad Libyen                            | Libyen – Tschad                       | ca. 1973     | 1994         | Grenzkrieg                                                | 1994 Entsendung von UN-Friedenstruppen (United Nations Aouzou Strip Observer Group), 1994 Urteil des Internationalen Gerichtshofes                                            | Tschad                        |
| Badme                                                                          | Eritrea Äthiopien                        | Äthiopien – Eritrea                   | 1993         | 2002         | politischer Konflikt                                      | 2002 Spruch des Ständigen Schiedshofes. | Eritrea                       |
| Dorf Bure und Umgebung                                                         | Äthiopien Eritrea                        | Äthiopien – Eritrea                   | 1998         | 2002         | Grenzkrieg                                                | Teil des Eritrea-Äthiopien-Krieges (1998 bis 2000); 2000 bis 2008 waren Friedenstruppen der Vereinten Nationen stationiert (UNMEE), 2002 Schiedsspruch, 2018 Friedensvertrag. | Äthiopien                     |
| Region Kahemba                                                                 | Angola Demokratische Republik Kongo      | Angola – Demokratische Republik Kongo | ca. 1960     | 2007         | politischer Konflikt, militärischer Konflikt (ohne Krieg) | 15. Dezember 2006 Security, Stability and Development Pact for the Great Lakes region.                                                                                        | Angola                        |
| Lété und Nachbarinseln                                                         | Niger Benin                              | Benin – Niger                         | 1963         | 2005         | politischer Konflikt, militärischer Konflikt (ohne Krieg) | Juli 2005: Urteil Internationaler Gerichtshof: Lété sowie 15 weitere Inseln fallen an Niger und neun Inseln an Benin.                                                         | Niger Benin                   |
| Insel Sedudu/Kasikili                                                          | Botswana Namibia                         | Botswana – Namibia                    | 1890         | 1999         | politischer Konflikt                                      | 1999: Der Internationale Gerichtshof sprach die Insel Botswana zu. | Botswana                      |
| Sinai-Halbinsel (heute zu Ägypten):                                            | Britisches Weltreich Osmanisches Reich   |                                       | 1915         | 1918         | Krieg                                                     | … |                               |
| Sinai-Halbinsel (heute zu Ägypten):                                            | Vereinigte Arabische Republik und Israel |                                       |              | 8. Juni 1967 | Krieg, 1 Tag besetzt                                      | | Vereinigte Arabische Republik |
| Gebiet Tindūf: Krieg um die Grenze südlich von Figuig (MAR) / Béni Ounif (DZA) | Marokko Algerien                         | Algerien – Marokko                    | Oktober 1963 | 1972         | Grenzkrieg                                                | ca. 1000 Tote, zeitweise Grenzschließungen, 1972 Grenzvertrag |                               |
| Tsorona und Zalambessa                                                         | Äthiopien Eritrea                        | Äthiopien – Eritrea                   | 2002         | 2008         | politischer Konflikt                                      | Beilegung durch eritreische Erklärung | Äthiopien                     |
| Weiler Yenga und linkes Ufer des Flusses Moa, auch Makona genannt.             | Sierra Leone Guinea                      | Sierra-leonische Grenze               | ca. 1995     | 2013         | politischer Konflikt                                      | 2013 Gemeinsame Erklärung. | Sierra Leone                  |

### Amerika

#### Nordamerika
| Bezeichnung                                                                                       | Anspruchserheber                                                  | Grenze                      | Beginn   | Ende          | Art                                                       | Lösung und Anmerkungen | Ergebnis (Staatsgebiet) |
| ------------------------------------------------------------------------------------------------- | ----------------------------------------------------------------- | --------------------------- | -------- | ------------- | --------------------------------------------------------- | --- | ----------------------- |
| Küstenstreifen Alaska Panhandle                                                                   | Vereinigte Staaten Britisch-Nordamerika                           |                             | 1821     | 1903          | politischer Konflikt                                      | 20. Oktober 1903 Schiedsverfahren | Vereinigte Staaten      |
| Grenzverlauf am Aroostook River (Aroostook-Krieg)                                                 | Vereinigte Staaten Britisch-Nordamerika                           |                             | 1838     | 1839          | militärischer Konflikt (ohne Krieg)                       | Truppenaufmärsche, 9. August 1842 Webster-Ashburton-Vertrag (neue Gebietsverteilung: Vereinigte Staaten 18.170 km², Kanada 12.890 km²)                                                                         | Vereinigte Staaten      |
| Chamizaldisput                                                                                    | Mexiko (Ciudad Juárez) Vereinigte Staaten (El Paso)               | Mexiko – Vereinigte Staaten | ca. 1848 | 1964          | politischer Konflikt                                      | 1964 American–Mexican Chamizal Convention Act of 1964, 14. Januar 1964 Ratifizierung. | Vereinigte Staaten      |
| Conejohela Flats (Nordgrenze der Province of Maryland und Südgrenze der Province of Pennsylvania) | Pennsylvania Province of Maryland                                 |                             | 1730     | 1738          | militärischer Konflikt (ohne Krieg)                       | z. T. Truppenaufmärsche (Maryland militia, Pennsylvania militia), 1737 Beilegung durch König Georg II., 1767 endgültige Regelung durch die Mason-Dixon-Linie. Begriff in der amerik. Geschichte: Cresap’s War. |                         |
| Hans-Insel                                                                                        | Kanada Grönland                                                   |                             | 1973     | 2022          | politischer Konflikt                                      | Grenzvertrag am 14. Juni 2022 | Kanada Grönland         |
| Oregon-Grenzstreit                                                                                | Russland Vereinigtes Königreich Spanien Vereinigte Staaten        |                             | ca. 1821 | 15. Juni 1846 | politischer Konflikt                                      | … |                         |
| Sabine Free State                                                                                 | Spanisch-Texas Vereinigte Staaten                                 |                             | 1804     | 1819          | militärischer Konflikt (ohne Krieg), politischer Konflikt | 5. November 1806 Vereinbarung über eine Umwandlung des Grenzgebietes in eine neutrale Zone, 1819 Adams-Onís-Vertrag                                                                                            |                         |
| Washington-Territorium                                                                            | Washington-Territorium ( Vereinigte Staaten) Britisch-Nordamerika |                             | 1859     | 1859          | militärischer Konflikt (ohne Krieg)                       | Truppenaufmarsch („Schweinekonflikt“); die San-Juan-Inseln wurden den USA zugeschlagen. | Vereinigte Staaten      |

#### Mittelamerika
| Bezeichnung                                                    | Anspruchserheber            | Grenze | Beginn | Ende              | Art                  | Lösung und Anmerkungen                 | Ergebnis (Staatsgebiet) |
| -------------------------------------------------------------- | --------------------------- | ------ | ------ | ----------------- | -------------------- | -------------------------------------- | ----------------------- |
| Islas del Cisne (3 Inseln; sh. Konflikt um die Schwaneninseln) | Vereinigte Staaten Honduras | –      | 1920   | 23. November 1971 | politischer Konflikt | freiwillige Abtretung ohne Bedingungen | Honduras                |

#### Südamerika
| Bezeichnung                                                                    | Anspruchserheber           | Grenze                 | Beginn    | Ende | Art                                                                                        | Lösung und Anmerkungen                                                                               | Ergebnis (Staatsgebiet) |
| ------------------------------------------------------------------------------ | -------------------------- | ---------------------- | --------- | ---- | ------------------------------------------------------------------------------------------ | --- | ----------------------- |
| Ostpatagonien, Feuerland und Magellanstraße                                    | Argentinien Chile          | Argentinien – Chile    | 1842      | 1881 | politischer Konflikt                                                                       | 1856 Grenzvertrag, 1881 Grenzvertrag                                                                 | Argentinien Chile       |
| Bucht von San Sebastian in Feuerland                                           | Argentinien Chile          | Argentinien – Chile    | 1881      | 1893 | politischer Konflikt                                                                       | 1893 Grenzprotokoll                                                                                  | Argentinien             |
| Anden                                                                          | Argentinien Chile          | Argentinien – Chile    | 1881      | 1902 | politischer Konflikt                                                                       | 1902 Laudo limítrofe entre Argentina y Chile                                                         | Argentinien Chile       |
| Grenzverlauf in der Atacama-Wüste                                              | Chile Bolivien             | Chile – Bolivien       | 1825      | 1904 | politischer Konflikt                                                                       | Pacto de Tregua entre Bolivia y Chile de 1884, 1904 Grenzvertrag                                     | Chile                   |
| Puna de Atacama                                                                | Argentinien Bolivien Chile | Argentinien – Bolivien | 1889      | 1898 | politischer Konflikt                                                                       | 1899 Vermittlung                                                                                     | Argentinien Chile       |
| Gebietsansprüche im Beagle-Kanal                                               | Argentinien Chile          | Argentinien – Chile    | 1904      | 1984 | politischer Konflikt, militärischer Konflikt (ohne Krieg; nicht bilateral)                 | 1971 Britisches Schiedsgericht, 1984 päpstliche Vermittlung, 1984 Freundschafts- und Friedensvertrag | Argentinien Chile       |
| Fluss Maroni, Fluss Corantijn, Gemeinde Nieuw-Nickerie sowie maritime Gewässer | Guyana Suriname            | Guyana – Suriname      | vor 2000  | 2007 | politischer Konflikt, militärischer Konflikt (ohne Krieg; lateral)                         | 17. September 2007: Ständiger Schiedshof spricht die meisten Gebiete Guyana zu.                      | Guyana                  |
| Isla Portillos / Isla Calero (Karibisches Meer)                                | Costa Rica Nicaragua       | Costa Rica – Nicaragua | 1820/2010 | 2018 | politischer Konflikt                                                                       | 2. Februar 2018 Urteil des Internationalen Gerichtshofs                                              | Costa Rica              |
| Flussgrenze Río Cenepa                                                         | Peru Ecuador               | Ecuador – Peru         | 1828      | 1998 | politischer Konflikt                                                                       | … | Peru                    |
| Flussgrenze Río Encuentro-Alto Palena (420 km²)                                | Argentinien Chile          | Argentinien – Chile    | 1913      | 1966 | politischer Konflikt                                                                       | 1966 Britisches Schiedsgericht                                                                       | Argentinien Chile       |
| Laguna del Desierto                                                            | Argentinien Chile          | Argentinien – Chile    | 1949      | 1994 | politischer Konflikt                                                                       | 1994 Schiedsgericht                                                                                  | Argentinien             |
| Der südliche Teil von der Campo de Hielo Patagónico Sur                        | Argentinien Chile          | Argentinien – Chile    | 1949      | 1998 | politischer Konflikt                                                                       | 1998 Vereinbarung                                                                                    | Argentinien Chile       |
| Isla Martín García                                                             | Argentinien Uruguay        | Argentinien – Chile    | 1879      | 1973 | politischer Konflikt                                                                       | 1973 Tratado del Río de la Plata                                                                     | Argentinien             |
| Inselgruppe San Andrés und Providencia (Karibisches Meer)                      | Nicaragua Kolumbien        | Kolumbien – Nicaragua  | 1822      | 2012 | politischer Konflikt                                                                       | 2012 Beschluss Internationaler Gerichtshof.                                                          |                         |
| Sete Quedas                                                                    | Brasilien Paraguay         | Brasilien – Paraguay   | 1872      | 1980 | politischer Konflikt                                                                       | 1980 Durch Überflutung des Itaipú erledigt.                                                          |                         |
| Tacna–Arica                                                                    | Chile Peru                 | Chile – Peru           | 1883      | 1929 | politischer Konflikt, Dezember 1879 – Juli 1880 Grenzkrieg (Chile gegen Peru und Bolivien) | 1929 Vertrag Tratado de Lima                                                                         | Chile Peru              |

### Asien
| Bezeichnung | Anspruchserheber                                                                                  | Grenze                  | Beginn       | Ende               | Art                                                                                  | Lösung und Anmerkungen | Ergebnis (Staatsgebiet)                      |
| --- | ------------------------------------------------------------------------------------------------- | ----------------------- | ------------ | ------------------ | ------------------------------------------------------------------------------------ | --- | -------------------------------------------- |
| Insel Arabi (10 Hektar) und Insel Farsi (0,25 km²)                                                                                          | Iran Saudi-Arabien                                                                                | Iran – Saudi-Arabien    | …            | 1968               | politischer Konflikt                                                                 | 1968 Vertragsschluss | Farsi Iran, Arabi Saudi-Arabien              |
| Berg Área Cruz | Osttimor (ursprünglich als Kolonie von Portugal) Indonesien                                       | Indonesien – Osttimor   | 1965         | 23. Juli 2019      | politischer Konflikt (1 Toter in der Kolonialzeit [Schütze: portugiesische Polizei]) | Vereinbarung nach Verhandlungen. | Osttimor                                     |
| Insel Fatu Sinai (vormals Pulau Batek) | Osttimor Indonesien                                                                               | Indonesien – Osttimor   | 2002         | 2004 (?)           | politischer Konflikt                                                                 | … | Indonesien                                   |
| Golf von Bengalen | Indien Bangladesch                                                                                | Bangladesch – Indien    | 1974         | 2014               | politischer Konflikt                                                                 | 2010 Untergang von South Talpatti, … |                                              |
| Hawar-Inseln | Bahrain Katar                                                                                     | Bahrain – Katar         | 19. Jh.      | 2001               | politischer Konflikt                                                                 | 16. März 2001 Urteil des Internationalen Gerichtshofes. | hauptsächlich Bahrain                        |
| Japanisch-Sowjetischer Grenzkonflikt (Grenzverlauf von Mandschukuo)                                                                         | Japan Mandschukuo ( Sowjetunion)                                                                  | Japan – Sowjetunion     | 1932         | 1939               | Grenzkrieg                                                                           | 24000 Tote (Zivilisten nicht mitgezählt), 16. September 1939 Waffenstillstandsabkommen, 1941 Japanisch-Sowjetischer Neutralitätspakt                                                      |                                              |
| 37 Hektar zwischen dem osttimoresischen Dorf Memo (Suco Tapo/Memo) und dem indonesischen Dilumil (Distrikt Lamaknen, Regierungsbezirk Belu) | Osttimor Indonesien                                                                               | Indonesien – Osttimor   | 2002         | 2013               | politischer Konflikt                                                                 | Vereinbarung nach Verhandlungen am 21. Juni 2013. | Osttimor                                     |
| Fluss Muhurichar einschl. 1 Insel | Indien Bangladesch                                                                                | Bangladesch – Indien    | 1974         | 2011               | politischer Konflikt                                                                 | 2011 Vertrag | Indien Bangladesch                           |
| Citrana-Dreieck | Osttimor Indonesien                                                                               | Indonesien – Osttimor   | 2002         | 2019               | politischer Konflikt                                                                 | Vereinbarung nach Verhandlungen | Osttimor                                     |
| Insel Palmas (heute Pulau Miangas; zu Indonesien)                                                                                           | Vereinigte Staaten Insular Government of the Philippine Islands Niederlande Niederländisch-Indien |                         | 1906         | 1928               | politischer Konflikt                                                                 | 4. April 1928 Entscheidung Ständiger Schiedshof (United States v. The Netherlands, bekannt als Island of Palmas Case); Die komplette Insel wurde der niederländischen Krone zugesprochen. | Niederlande                                  |
| Gebirge Pamir | Tadschikistan Volksrepublik China                                                                 | China – Tadschikistan   | 1877         | 2011               | politischer Konflikt                                                                 | 2011 Staatsvertrag. | Volksrepublik China                          |
| Insel Sachalin | Russland Japan                                                                                    |                         | 1845         | 1875               | Grenzkrieg, Straflager, militärische Besetzung                                       | 1875 Vertrag von Sankt Petersburg …; 1983 Abschuss einer Passagiermaschine (Korean-Air-Lines-Flug 007)                                                                                    |                                              |
| Sowjetische Gebietsansprüche in der Türkei                                                                                                  | Türkei Sowjetunion                                                                                |                         | 1945         | 1953               | politischer Konflikt                                                                 | 1953 Verzicht der Sowjetregierung. Vgl. Vertrag von Kars | Türkei                                       |
| Timorsee | Australien Osttimor (ursprünglich Kolonie von Portugal)                                           | Australien – Osttimor   | 1963         | 2018               | politischer Konflikt                                                                 | 2018 Vertrag über die Grenzziehung in der Timorsee, 2019 Ratifizierung. | Osttimor                                     |
| Inseln Tiran und Sanafir (Rotes Meer) | Saudi-Arabien Ägypten                                                                             | Ägypten – Saudi-Arabien | 1906         | 2017               | politischer Konflikt                                                                 | Vertrag? | Saudi-Arabien                                |
| Insel Zhenbao Dao – Zwischenfall am Ussuri                                                                                                  | Volksrepublik China Sowjetunion                                                                   |                         | 2. März 1969 | 11. September 1969 | Grenzkrieg                                                                           | Schlachten ohne jedwede Kriegserklärung. 2005 Grenzvertrag, 2. Juni 2005 Ratifizierung.                                                                                                   | Volksrepublik China                          |
| Streit um die israelisch-libanesische Seegrenze                                                                                             | Israel Libanon                                                                                    | Israel – Libanon        | 1948         | 11. Oktober 2022   | politischer Konflikt                                                                 | 2022 Einigung durch US-amerikanische Vermittlung. | Karisch-Gasfeld Israel, Qana-Gasfeld Libanon |

### Europa
| Bezeichnung | Anspruchserheber                                                                                         | Grenze                                                        | Beginn                  | Ende                           | Art                                                       | Lösung und Anmerkungen | Ergebnis (Staatsgebiet)               |
| --- | --- | ------------------------------------------------------------- | ----------------------- | ------------------------------ | --------------------------------------------------------- | --- | ------------------------------------- |
| Landschaft Orava (Tschechoslowakisch-polnischer Grenzkonflikt)                                                                                              | Tschechoslowakei Polen                                                                                   |                                                               | 1918                    | 1947                           | politischer Konflikt                                      | 10. März 1947 vertragliche Einigung. |                                       |
| Dappentalfrage | Frankreich Schweiz                                                                                       | Frankreich – Schweiz                                          | 1815                    | 1862                           | politischer Konflikt, militärischer Konflikt (ohne Krieg) | 1861 Truppenaufmarsch durch Frankreich, 8. Dezember 1862 Traité des Dappes Gebietstausch (sieben Quadratkilometer), Ratifizierung 20. Februar 1863. | Frankreich Schweiz                    |
| Dreisesselberg in Oberbayern | Fürstpropstei Berchtesgaden (später Königreich Bayern) Grafschaft Plain (später Fürsterzbistum Salzburg) |                                                               | 1585                    | 1851                           | politischer Konflikt                                      | 2. Dezember 1851: Vertrag zwischen Bayern und Oesterreich die Regelung einiger Territorial- und Grenzverhältnisse betreffend, 14. Mai 1852 Ratifizierung. |                                       |
| Eupen-Malmedy | Niederlande Belgien ab 1830 Preußen Deutsches Reich ab 1871                                              | Niederlande ab 1830 Belgien – Preußen ab 1871 Deutsches Reich | 1815                    | 1925                           | politischer Konflikt                                      | Gemäß dem Versailler Vertrag wurden sämtliche Gemeinden des Grenzstreifens von Eupen-Malmedy vom deutschen Reichsgebiet getrennt und provisorisch Belgien unterstellt sowie 1920 eine Volksbefragung durchgeführt.                                                                                               | Belgien                               |
| 2 Inseln Imia (Ίμια) / Kardak (südliche Sporaden) (Territorialkonflikt zwischen Griechenland und der Türkei)                                                | Griechenland Türkei                                                                                      |                                                               | 1995                    | 1996                           | Grenzkrieg                                                | 3 Gefallene | Griechenland                          |
| Insel Ferdinandea (englisch Graham Island, Graham Bank, Graham Shoal; italienisch Isola Ferdinandea; französisch Ile Julia)(zwischen Sizilien und Tunesien) | Königreich beider Sizilien Vereinigtes Königreich Frankreich Spanien                                     |                                                               | Juli 1831               | Januar 1832                    | politischer Konflikt, z. T. militärisch besetzt           | Erledigt durch Untergang | –                                     |
| Internationale Konflikte der Nachfolgestaaten Jugoslawiens                                                                                                  | Serbien Bosnien und Herzegowina Montenegro Kroatien Slowenien                                            |                                                               | Anfang der 1990er-Jahre |                                | politischer Konflikt                                      | |                                       |
| Neustraße in Herzogenrath/Kerkrade | Niederlande Deutschland                                                                                  | Deutschland – Niederlande                                     | 1915                    | 1995                           | politischer Konflikt                                      | 1915 bis 1968 mit Zaun gesichert (1915 bis 1918 mit tödlicher Elektrizität). Nach dem Schengenabkommen beschlossen 1991 Herzogenrath und Kerkrade, sich im Verbund Eurode als erste europäische Modellgemeinde zusammenzuschließen. Die Neustraße/Nieuwstraat ist heute eine gemeinsame Straße beider Gemeinden. | Deutschland Niederlande               |
| Neutral-Moresnet | Niederlande ab 1930 Belgien mit Preußen ab 1871 Deutsches Reich                                          |                                                               | 1816                    | 1919                           | politischer Konflikt                                      | Mit dem Versailler Vertrag vom 28. Juni 1919 hat das Deutsche Reich die volle Souveränität Belgiens über Neutral-Moresnet anerkannt. | Belgien                               |
| Nordepirus | Albanien Griechenland                                                                                    | Albanien – Griechenland                                       |                         | 1913                           | politischer Konflikt, militärischer Konflikt (ohne Krieg) | 1913 Londoner Vertrag |                                       |
| Novellaberg «Gränzanstand bei Finstermünz» | Österreich Schweiz                                                                                       | Österreich – Schweiz                                          | 15. Jahrhundert         | 1868                           | politischer Konflikt                                      | 1868 Staatsvertrag. | Schweiz                               |
| ehemalige Ostgebiete des Deutschen Reiches | Hinterpommern, Niederschlesien, Oberschlesien, Ostpreußen, Neumark                                       |                                                               | 1945                    | ca. 1970er bis spätestens 1990 | politischer Konflikt (Folge des Zweiten Weltkriegs)       | 1949 (Artikel 23 Grundgesetz a.F.), 1945 Potsdamer Abkommen, 1952 Deutschlandvertrag, 1970 Ostverträge, 17. Mai 1972 Entschließung des Deutschen Bundestags, 1973/1975 Urteile des Bundesverfassungsgerichts zu den Ostverträgen, Zwei-plus-Vier-Vertrag, Deutsch-polnischer Grenzvertrag                        | Polen Sowjetunion                     |
| Passetto di Borgo in Rom / Vatikanstadt | Italien Heiliger Stuhl                                                                                   |                                                               | 1870                    | 1991                           | politischer Konflikt                                      | Die ersten 80 Meter ab der Vatikanstadt wurden dem Heiligen Stuhl zugeschlagen, der Rest der Republik Italien. | Italien Heiliger Stuhl / Vatikanstadt |
| Polnische Zips (Tschechoslowakisch-polnischer Grenzkonflikt) (ursprünglich Königreich Ungarn)                                                               | Tschechoslowakei Polen                                                                                   |                                                               | 1919                    | 1947                           | politischer Konflikt, militärischer Konflikt (ohne Krieg) | 1939 Annexion durch Erste slowakische Republik, 1945 Polen besetzte das Gebiet, 1947 vertragliche Einigung. | Polen                                 |
| Halbinsel Prevlaka | Montenegro Kroatien                                                                                      | Kroatien – Montenegro                                         | 1991                    | 2002                           | politischer Konflikt                                      | 1996–2002 UN-Friedenstruppen (United Nations Mission of Observers in Prevlaka), 2002 Abkommen über eine vorläufige Regelung an der Südgrenze mit der Maßgabe der Entmilitarisierung. | Kroatien                              |
| Riffgat | Niederlande Deutschland                                                                                  | Deutschland – Niederlande                                     | Anfang 2011             | 2014                           | politischer Konflikt                                      | 24. Oktober 2014 Völkerrechtlicher Vertrag, Ratifizierung Juni 2016. |                                       |
| Schlangeninsel (vormals Fidonisi) | Rumänien Ukraine (anfänglich Russisches Kaiserreich Osmanisches Reich)                                   |                                                               | 1788                    | 2009                           | Grenzkrieg, politischer Konflikt                          | 1788 Grenzkrieg (Schlacht von Fidonisi) zwischen der russischen und der osmanischen Flotte. Die Insel selbst gehört seit 1948 zur Ukraine, die Meergrenze war aber umstritten bis 2009. | Ukraine                               |
| Dorf/Fluss Sutorina (Суторина) | Montenegro Bosnien und Herzegowina                                                                       | Bosnien und Herzegowina – Montenegro                          |                         | 2015                           | politischer Konflikt                                      | 26. August 2015 Wiener Vertrag, das Territorium ging an Montenegro über. | Montenegro                            |
| Teschener Schlesien (Tschechoslowakisch-polnischer Grenzkonflikt) (ursprünglich Österreich)                                                                 | Tschechoslowakei Polen                                                                                   | Tschechoslowakei / Polen                                      | 1919                    | 1958                           | politischer Konflikt                                      | 13. Juni 1958 … |                                       |
| Westmünsterland und des Achterhoek zwischen Vreden und Eibergen im Norden sowie Dinxperlo bzw. Suderwick im Süden                                           | Herzogtum Geldern (Republik der Sieben Vereinigten Provinzen) Hochstift Münster                          |                                                               | ca. 14. Jahrhundert     | 1765                           | politischer Konflikt                                      | 1765 Burloer Konvention |                                       |
| Valle Cravariola | Italien Schweiz (seit 1513 hauptsächlich)                                                                | Italien – Schweiz                                             | Spätmittelalter         | 1874                           | politischer Konflikt, militärischer Konflikt (ohne Krieg) | 23. September 1874 Schiedsspruch durch den amerikanischen Botschafter in Rom George Perkins Marsh. | Italien                               |

### Sonstige
| Bezeichnung                          | Anspruchserheber                         | Grenze              | Beginn | Ende | Art                                                                     | Lösung und Anmerkungen                                                                                              | Ergebnis (Staatsgebiet) |
| ------------------------------------ | ---------------------------------------- | ------------------- | ------ | ---- | ----------------------------------------------------------------------- | --- | ----------------------- |
| Bouvetinsel (Südatlantik)            | Norwegen Vereinigtes Königreich          |                     | 1927   | 1929 | politischer Konflikt                                                    | | Norwegen                |
| Clipperton-Insel (Pazifischer Ozean) | Mexiko Frankreich                        |                     | 1897   | 1931 | politischer Konflikt                                                    | 28. Januar 1931 Schiedsspruch durch König Viktor Emanuel III.                                                       | Frankreich              |
| Eirik Raudes Land (Grönland)         | Dänemark Norwegen                        | Dänemark – Norwegen | 1931   | 1933 | politischer Konflikt, militärischer Konflikt (Besetzung durch Norwegen) | 1933 Spruch Ständiger Internationaler Gerichtshof, das Territorium wurde fortan in Kong Christian X Land umbenannt. | Dänemark                |
| Grahamland (Antarktische Halbinsel)  | Vereinigtes Königreich Argentinien Chile |                     | 1908   | 1959 | politischer Konflikt                                                    | 1959 Antarktis-Vertrag                                                                                              | Antarktis               |
| Sverdrup-Inseln (Arktischer Ozean)   | Kanada Vereinigtes Königreich Norwegen   |                     | 1928   | 1930 | politischer Konflikt                                                    | 11. November 1930 Notenaustausch.                                                                                   | Kanada                  |

## Streitigkeiten innerhalb von Staaten und mit subnationalen Entitäten
| Bezeichnung                                                                                               | Anspruchserheber | Grenze | Beginn | Ende | Art                                                                     | Lösung und Anmerkungen                                                                                        | Ergebnis (Staatsgebiet) |
| --- | --- | ------ | ------ | ---- | ----------------------------------------------------------------------- | --- | ----------------------- |
| Delaware Wedge                                                                                            | Delaware Maryland Pennsylvania                                                                                       |        | 1750er | 1921 | politischer Konflikt                                                    | … |                         |
| Ostufer der Narragansett Bay                                                                              | Colony of Rhode Island and Providence Plantations Plymouth Colony (bis 1691) Province of Massachusetts Bay (ab 1691) |        | 1636   | 1898 | politischer Konflikt                                                    | … |                         |
| Missouri                                                                                                  | Vereinigte Staaten Konföderierte Staaten von Amerika                                                                 |        | 1861   | 1865 | politischer Konflikt                                                    | |                         |
| New Hampshire Grants                                                                                      | Vermont Republic Province of New Hampshire Province of New York                                                      |        | 1749   | 1791 | politischer Konflikt                                                    | 1791 Beitritt der Vermont Republic in die USA (als Commonwealth of Vermont) ….                                |                         |
| Südgrenze der Provinz New York und Nordgrenze der Province of New Jersey (New York – New Jersey Line War) | Provinz New York Province of New Jersey                                                                              |        | 1701   | 1769 | politischer Konflikt, militärischer Konflikt (nur Siedler vs. Indianer) | ca. 1770 Entscheidung der Kommission Board of Trade in London, die von der britischen Krone eingesetzt wurde. |                         |